# Alois Gryc
Alois Gryc (19. června 1880 Ruprechtov– 27. ledna 1954 tamtéž) byl římskokatolický kněz, misionář.

## Mládí
Narodil se v Ruprechtově u Vyškova do rodiny zemědělce Josefa Gryce a Marie rozené Vejvodové, matka mu zemřela 23. ledna 1909. Alois Gryc byl nejstarší v početné rodině. Navštěvoval základní školu dokud nedosáhl věku deseti let. Poté strávil rok na střední škole a osm let navštěvoval gymnázium v Brně. Odtud odešel 1899 do Vídně, kde nastoupil na studium práva, které dva roky navštěvoval. Jenomže se rozhodl jinak. Během následujících tří let byl studentem teologie v Olomouci a v brněnském semináři. V posledním ročníku studií žádal biskupa Koudelku, aby mohl působit ve Spojených státech, bylo mu vyhověno, ale nesehnal včas potřebné dokumenty. Promoval v roce 1905 a 30. července téhož roku byl vysvěcen na kněze. Poté byl 1. září 1905 přidělen jako II. kooperátor do Bystřice nad Pernštejnem. 31. srpna 1907 žádal biskupa, aby byl propuštěn do USA na základě zvacího dopisu chicagského arcibiskupa. Žádost mu byla zamítnuta pro nedostatek kněží v brněnské diecézi. V Bystřici nad Pernštejnem působil až do 24. února 1909. Toužil pečovat o české a slovenské věřící v cizině a na přímluvy některých amerických krajanů v březnu 1909 odjel do Ameriky.

## Pobyt v Americe
Jeho prvním působištěm se stal kostel Nejsvětějšího srdce v Atwood v Kansasu, diecéze Concordia. Zde strávil osmnáct měsíců, poté byl přeložen do kostela Nejsvětější trojice v Bensonu v Jižní Dakotě, kde zůstal třináct měsíců. Krátce působil v Kimball, Nebraska, diecéze Lincoln. Poté odešel do kostela Sv. Petra a Sv. Pavla v Pocahontas County, v Iowě, kde působil jako kněz od října 1911 do srpna 1912. Následně byl přidělen do kostela Nanebevzetí Panny Marie v Deweese v Nebrasce, kde pobyl dva roky. 3. září 1914 převzal svůj kněžský post nad katolickým kostelem Plasi v Elk,Nebrasce.
Tento kostel byl postaven 5. února 1876. První modlitebna byla zničena požárem v roce 1901, poté byla ve stejném roce vystavěna současná budova kostela. Bylo tam více než sedmdesát přistěhovaleckých rodin. Církevní majetek se skládal ze čtyřiceti akrů půdy, velké církevní budovy a hřbitova. Kromě kostela Plasi měl P. Gryc také na starost farnost sv. Víta, Touhy. Místní farníci jej hodnotili jako přívětivého muže, velmi sečtělého. Odváděl tam velmi dobrou práci mezi svými farníky, až do 20. července 1919. V prosinci téhož roku však musel rezignovat z důvodu nemoci, údajně po štípnutí komárem. Nemoc neustupovala, proto se rozhodl pro návrat do vlasti.

## Návrat do vlasti
Vrátil se do rodného Ruprechtova. Nervové onemocnění se ukázalo velmi vážné a trvalé. Jeho bratr Josef musel nad P. Aloisem Grycem převzít v roce 1921 opatrovnictví. Takto to trvalo, až do konce jeho života.
P. Alois Gryc zemřel 27. ledna 1954 v Ruprechtově. Pohřeb byl vypraven z domu čp.10, smuteční obřad proběhl v chrámu Páně sv. Václava v Ruprechtově. Poté byl uložen na místním hřbitově.